# Juan Bautista Montes
Juan Bautista Montes Oyarbide, conocido también como el Cura Montes (Oreja, Guipúzcoa, 29 de noviembre de 1797 - ibid., 1877) fue un sacerdote, músico y matemático. En la actualidad es recordado principalmente por una hermosa serie de relojes de sol que construyó a lo largo de su vida.

## Biografía
Nació el noviembre de 1797 (las fechas varían entre el 20 y 29) en la pequeña localidad guipuzcoana de Oreja, situada en la frontera con Navarra. A pesar de portar un apellido de aparente origen castellano y foráneo como Montes, parece que su familia llevaba al menos un par de generaciones asentada en esta localidad guipuzcoana, ya que Manuel Larramendi ya menciona a un cura Montes que se había trasladado de Oreja a Andoáin en su obra Coreografía de 1756. Fue hijo de Martín José de Montes y María Josefa de Oyarbide.
Entre 1810 y 1814 estudió en el Seminario de Pamplona y fue ordenado sacerdote. Ejerció como párroco de la localidad navarra de Gorriti durante cerca de 30 años. Durante su periodo como rector de Gorriti también dirigió la cátedra de matemáticas en la Academia de Dibujo y Enseñanza de Matemáticas de Pamplona. En 1851 pasó a ser párroco de su localidad natal, Oreja. Ejerció como párroco de Oreja hasta su muerte en 1877.

### Músico
Fue un magnífico músico, autor de canciones y de una Misa, recibió premios en varias ocasiones por sus composiciones. Como instrumentista tocaba el piano y el clarinete y ejerció como maestro de muchos pianistas.
Montes llegó a diseñar un modelo de piano que se presentó en la Exposición Universal de París de 1867. Este diseño se fabricó en la localidad de Ibarra y fue comercializado bajo la marca de Pianos Aguirre.

### Constructor de relojes de sol
El cura Montes destacó como un constructor de relojes de sol. Se le atribuyen un total de 8 de estos artefactos, todavía existentes. Su primer reloj fue el reloj de la casa cural de Gorriti, que construyó cuando era párroco de esta localidad navarra. En 1851 pasó a ser párroco de su localidad natal, Oreja, donde construyó otro reloj, en la casa de la serora, Seroretxea. Los restantes 6 relojes de sol, ubicados en distintas localidades de Guipúzcoa, fueron construidos con posterioridad. Las localidades que poseen relojes de sol fabricados por el cura Montes son Gaztelu, Albíztur, Icazteguieta, Ibarra (2) y Arriarán (Beasáin). En Ibarra uno de los relojes se ubica en la antigua fábrica de pianos.
- Datos: Q25410953